# The Sham Mirrors
The Sham Mirrors treći je studijski album Arcturusa, norveškog sastava avangardnog metala. Album je 22. travnja 2002. godine objavila diskografska kuća Ad Astra Enterprises.

## Snimanje i objava
Budući da je tada posljednji Arcturusov album La Masquerade Infernale bio objavljen 1997. godine i da sastav otad nije najavljivao nikakav novi glazbeni rad, početkom 21. stoljeća pojavile su se glasine da je došlo do njegovog raspada. Međutim, skupina je od 2000. do 2002. godine u raznim studijima počela snimati ono što će na koncu postati The Sham Mirrors.
Prethodni je basist, Hugh Steven James Mingay, u međuvremenu napustio sastav te ga je naknadno zamijenio Dag F. Gravem. Mingay se, međutim, na albumu ipak pojavio kao gostujući glazbenik, i to na skladbi "Radical Cut". Među ostalim gostujućim glazbenicima pojavili su se pjevač Ihsahn i Mathias Eick, koji je svirao trubu. Tore Ylwizaker, član skupine Ulver, miksao je album, dok ga je u studiju Strype Audio masterirao Tom La Bomba. The Sham Mirrors bio je objavljen u CD i vinilnoj, a u Poljskoj i u kasetnoj inačici.

## Glazbeni stil, tekstovi i naslovnica
The Sham Mirrors ukorijenjen je u metal glazbi s gitarskim rifovima, solističkim dionicama i double-bass prijelazima tipičnim za žanr, a prisutni su i Ihsahnovi black metal vriskovi na pjesmi "Radical Cut", koji su u suprotnosti s teatralnošću prethodnog albuma skupine. Na ovom su albumu prisutni i utjecaji drugih glazbenih žanrova, kao što su neoklasicistički stil sviranja klavira i orkestracije, elektronički glazbeni uzorci i efekti, ali i zapetljani ritmovi progresivnog rocka te beatovi trip-hopa.
Pjevački stil Trickstera G. Rexa vrlo je raznolik; pjeva u rasponu od šapta i tihog skandiranja do falseta, ponegdje je himničan i teatralan, a na određenim mjestima čak i elektronički prerađen.
S tekstualnog se gledišta album bavi apstraktnim temama znanstvene fantastike, što je označilo odmak od sotonističkih tekstova prethodnih radova grupe. Naslovnica albuma prikazuje crtež gornjeg dijela svemirskog broda Apollo.

## Popis pjesama
Glazba: Steinar Sverd Johnsen.
| 1.    | »Kinetic«              | Trickster G. Rex | 5:26  |
| 2.    | »Nightmare Heaven«     | G. Rex           | 6:05  |
| 3.    | »Ad Absurdum«          | G. Rex           | 6:48  |
| 4.    | »Collapse Generation«  | Jørn H. Sværen   | 4:13  |
| 5.    | »Star-Crossed«         | G. Rex           | 5:01  |
| 6.    | »Radical Cut«          | Sværen           | 5:08  |
| 7.    | »For to End Yet Again« | G. Rex           | 10:33 |
| 43:14 |                        |                  |       |

## Recenzije
William York, glazbeni kritičar sa stranice AllMusic, dodijelio je albumu četiri i pol od pet zvjezdica te je komentirao: "Na svoja je prva tri albuma (ako uključimo "remiksani" CD Disguised Masters) Arcturus utvrdio obrazac radikalnog mijenjanja vlastita zvuka na svakom nosaču zvuka, što je trend koji se nastavlja s The Sham Mirrorsom, trećim "službenim" studijskim albumom sastava. Stalnu nit, koja se pojavljuje širom cijelog glazbenog rada grupe i opet ovdje, čini klavijaturist i skladatelj Steinar "Sverd" Johnsen, čije su zlokobne, često karnivalske harmonije i dramatički sintesajzerski aranžmani već vrlo prepoznatljivi. Međutim, osim toga je teško usporediti ovaj s drugim Arcturusovim albumima. Bubnjevi i gitare žešći su i snažniji nego ikad prije te su jači temelji tradicionalnog metala nego na prethodniku, bizarnom i opernom La Masquerade Infernaleu. Ovo je sve vidljivo iz prvih upetljanih, trostrukih beatova uvodne skladbe "Kinetic". Međutim, navedena pjesma također prikazuje i [Arcturusovu] sklonost eksperimentiranju u punoj snazi jer brzo iskače iz šina u kompjutorizirani, piskavi interludij prije nego što se smjesti u uzvišeni, nježno pjevani vokalni refren koji podsjeća na Angel Dust doba Faith No Morea. Druga pjesma, "Nightmare Heaven", ponovno zbunjuje jer se odsječno počinje kretati distorziranim trip-hop breakdownom (tijekom kojeg Sverdove tipične klavijaturske harmonije stvaraju mračnu atmosferu), nakon čega se vraća u teritorij dramatičnog metala. Tijekom čitavog albuma pojavljuju se iznenađenja, među kojima se ističe i Ihsahnov [...] gostujući glavni vokal na skladbi "Radical Cut", čiji se tradicionalniji black metal vriskovi nalaze u suprotnosti s ostalim vokalima na ovom albumu. (Glavno grlo Garm ovdje čini sve, od propovijedi govorenih dubokim glasom do falseta, od recitiranog šaputanja do obmana koje podsjećaju na efekte Mikea Pattona, ali ne vrišti.) Na nekoliko mjesta album zvuči preambiciozno ili možda namjerno teško za probaviti -- "Collapse Generation" čini se neuvjerljivom, pogotovo nakon nepovezane, dvodijelne "Ad Absurdum" -- ali sastav odlično uravnotežuje sve neočekivane zaplete i složene strukture pjesama s pamtljivim, pokretnim melodijama (glavni su primjeri "Kinetic" i "Star-Crossed"). The Sham Mirrors bi, čak i više od La Masquerade Infernalea, mogao završiti kao Arcturusov "težak" album, ali je vrijedan tog truda jer je ova glazba bila ni poput čega drugog u metal glazbi (ili drugdje) u to vrijeme."
Pozitivne recenzije pojavile su se i na stranici Babyblue Seiten te u časopisu Rock Hard. Gunnar Claußen, recenzent Babyblue Seitena, izjavio je: "Ovdje je [...] prisutan odličan spoj orkestralne težine, progresivne zamršenosti, žestine metala i postmoderne otuđenosti." Wolf-Rüdiger Mühlmann, recenzent Rock Harda, izjavio je: "Ovaj album ima sve. Opisuje velike osjećaje, sadrži bezgranično prelijepu glazbu - od klasične glazbe preko utjecaja sedamdesetih pa sve do black metal korijena protagonista."
Album se našao na 39. mjestu finske ljestvice albuma te se na njoj zadržao tjedan dana.

## Zasluge
| Arcturus - Trickster G. Rex – vokali, produkcija, fotografija, inženjer zvuka - Steinar Sverd Johnsen – klavijature, inženjer zvuka - Knut M. Valle – gitara, produkcija, inženjer zvuka - Dag F. Gravem – bas-gitara - Hellhammer – bubnjevi Dodatni glazbenici - Ihsahn – vokali (na pjesmi "Radical Cut") - Mathias Eick – truba (na pjesmama 3, 4 i 6) - Hugh Stephen James Mingay – bas-gitara (na pjesmi "Radical Cut") | Ostalo osoblje - Marius Renberg – fotografija, dizajn - Tore Ylwizaker – miksanje - Kim Sølve – fotografija, dizajn - Tom La Bomba – mastering |